# Afemo Omilami
Afemo Omilami (Petersburg, 13 dicembre 1950) è un attore statunitense.

## Biografia
È sposato dal 1985 con l'attrice Elizabeth Wilson, da cui ha avuto due figli: Awodele e Juanita.

## Filmografia parziale

### Cinema
- Il socio (The Firm), regia di Sydney Pollack (1993)
- Uno strano scherzo del destino (A Simple Twist of Fate), regia di Gillies MacKinnon (1994)
- Forrest Gump, regia di Robert Zemeckis (1994)
- Al di là della vita (Bringing Out the Dead), regia di Martin Scorsese (1999)
- Piovuta dal cielo (Forces of Nature), regia di Bronwen Hughes (1999)
- Tigerland, regia di Joel Schumacher (2000)
- Drumline - Tieni il tempo della sfida (Drumline), regia di Charles Stone III (2002)
- Tutta colpa dell'amore (Sweet Home Alabama), regia di Andy Tennant (2002)
- La giuria (Runaway Jury), regia di Gary Fleder (2003)
- Ritorno a Cold Mountain (Cold Mountain), regia di Anthony Minghella (2003)
- Alamo - Gli ultimi eroi (Alamo), regia di John Lee Hancock (2004)
- Ray, regia di Taylor Hackford (2004)
- Hounddog, regia di Deborah Kampmeier (2007)
- The Blind Side, regia di John Lee Hancock (2009)

### Televisione
- Accadde a Selma (Selma, Lord, Selma), regia di Charles Burnett – film TV (1999)
- The Shield – serie TV, un episodio (2004)
- Ghost Whisperer - Presenze (Ghost Whisperer) – serie TV, 4 episodi (2007-2008)
- True Detective – serie TV, 7 episodi (2015)
- Dion (Raising Dion) – serie TV, 3 episodi (2019)

## Doppiatori italiani
Nelle versioni in italiano delle opere in cui ha recitato, Afemo Omilami è stato doppiato da:
- Massimo Gentile in Uno strano scherzo del destino
- Massimo Wertmüller in Al di là della vita
- Eugenio Marinelli in Drumline - Tieni il tempo della sfida
- Domenico Maugeri in Alamo - Gli ultimi eroi
- Massimiliano Plinio in The Shield
- Alberto Angrisano in Ray
- Stefano Mondini in Ghost Whisperer - Presenze
- Angelo Nicotra in True Detective
- Metello Mori in Dion